# Jessica Valenti
Jessica Valenti (New York, 1º novembre 1978) è una scrittrice statunitense.

## Biografia
È cresciuta a Long Island City in una famiglia italoamericana e si è laureata alla Rutgers University in studi di genere. Attualmente risiede a Boston nel Massachusetts con il marito Andrew Golis, con cui nel 2010 ha avuto una figlia.
Ha fondato il blog Feministing nel 2004. È autrice o coautrice di libri riguardanti i diritti delle donne, tra cui Full Frontal Feminism (2007), He's a Stud, She's a Slut (2008), and The Purity Myth (2009). 
I suoi articoli sono apparsi su Ms., The Guardian, The Nation, The Washington Post, TPMCafe, e Alternet. Ha contribuito inoltre con Courtney E. Martin and J. Courtney Sullivan's alla stesura di Click: When We Knew We Were Feminists (2010).
Nel marzo 2011 il giornale The Guardian l'ha inclusa tra le cento scrittrici e studiose contemporanee più importanti, in qualità di pioniera del movimento femminista su Internet.Nello stesso periodo ha lasciato Feministing.com dicendo di voler lasciare spazio alle giovani femministe.

## Libri
- (2007). Full Frontal Feminism: A Young Woman's Guide to Why Feminism Matters. Seal Press. ISBN 978-1-58005-201-6.
- (2008). He's a Stud, She's a Slut ... And 49 Other Double Standards Every Woman Should Know. Seal Press. ISBN 978-1-58005-245-0.
- (2008). Yes Means Yes: Visions of Female Sexual Power and A World Without Rape. Seal Press. ISBN 978-1-58005-257-3. (con Jaclyn Friedman)
- (2009). The Purity Myth: How America's Obsession with Virginity Is Hurting Young Women. Seal Press. ISBN 978-1-58005-253-5.
- (2012). "Why Have Kids?: A New Mom Explores the Truth About Parenting and Happiness". Houghton Mifflin Harcourt. ISBN 978-0-547-89261-0.